# Bitaya
Bitaya is een bestuurslaag in het regentschap Nias Utara van de provincie Noord-Sumatra, Indonesië. Bitaya telt 1416 inwoners (volkstelling 2010).